# Яблонка (Щиценський повіт)
Яблонка (пол. Jabłonka, нім. Jablonken; 1938-45: Wildenau) — село в Польщі, у гміні Дзьвежути Щиценського повіту Вармінсько-Мазурського воєводства.
Населення — 204 особи (2011).

## Демографія
Демографічна структура станом на 31 березня 2011 року:
|          | Загалом | Допрацездатний вік | Працездатний вік | Постпрацездатний вік |
| -------- | ------- | ------------------ | ---------------- | -------------------- |
| Чоловіки | 113     | 24                 | 76               | 13                   |
| Жінки    | 91      | 23                 | 51               | 17                   |
| Разом    | 204     | 47                 | 127              | 30                   |